# أكمية قلنسوية
أكمية قلنسوية (الاسم العلمي: Aechmea cucullata) هو نوع نباتي يتبع جنس الأكمية من فصيلة البروميلية.